# Эхеверия подушковидная
Эхеверия подушковидная (лат. Echeveria pulvinata) — вид суккулентных растений рода Эхеверия, семейства Толстянковые. Родиной является Мексика (штаты Пуэбла и Оахака). Полукустарник произрастает в основном в биоме пустыни или сухих кустарников.

## Описание
Эхеверия подушковидная — небольшой суккулент, образующий розетку из мясистых ланцетных листьев ярко-зеленого цвета с красными оттенками (которые усиливаются на солнце или на холоде). Листья и стебли сплошь покрыты тонким и мягким серебристо-белым пухом. Цветы желтые и оранжевые, распускающиеся весной.

## Таксономия
Echeveria pulvinata Rose, Bull. New York Bot. Gard. 3: 5 (1903).

#### Этимология
Echeveria: наименование в честь Атанасио Эчеверрия, ботанического иллюстратора, внесшего свой вклад в Flora Mexicana.
pulvinata: латинский эпитет, означающий «подушковидный».

## Подвиды
Подтвержденные подвиды по данным сайта Plants of the World Online на 2022 год:
- Echeveria pulvinata var. frigida Kimnach
- Echeveria pulvinata var. leucotricha (J.A.Purpus) Kimnach
- Echeveria pulvinata var. pulvinata

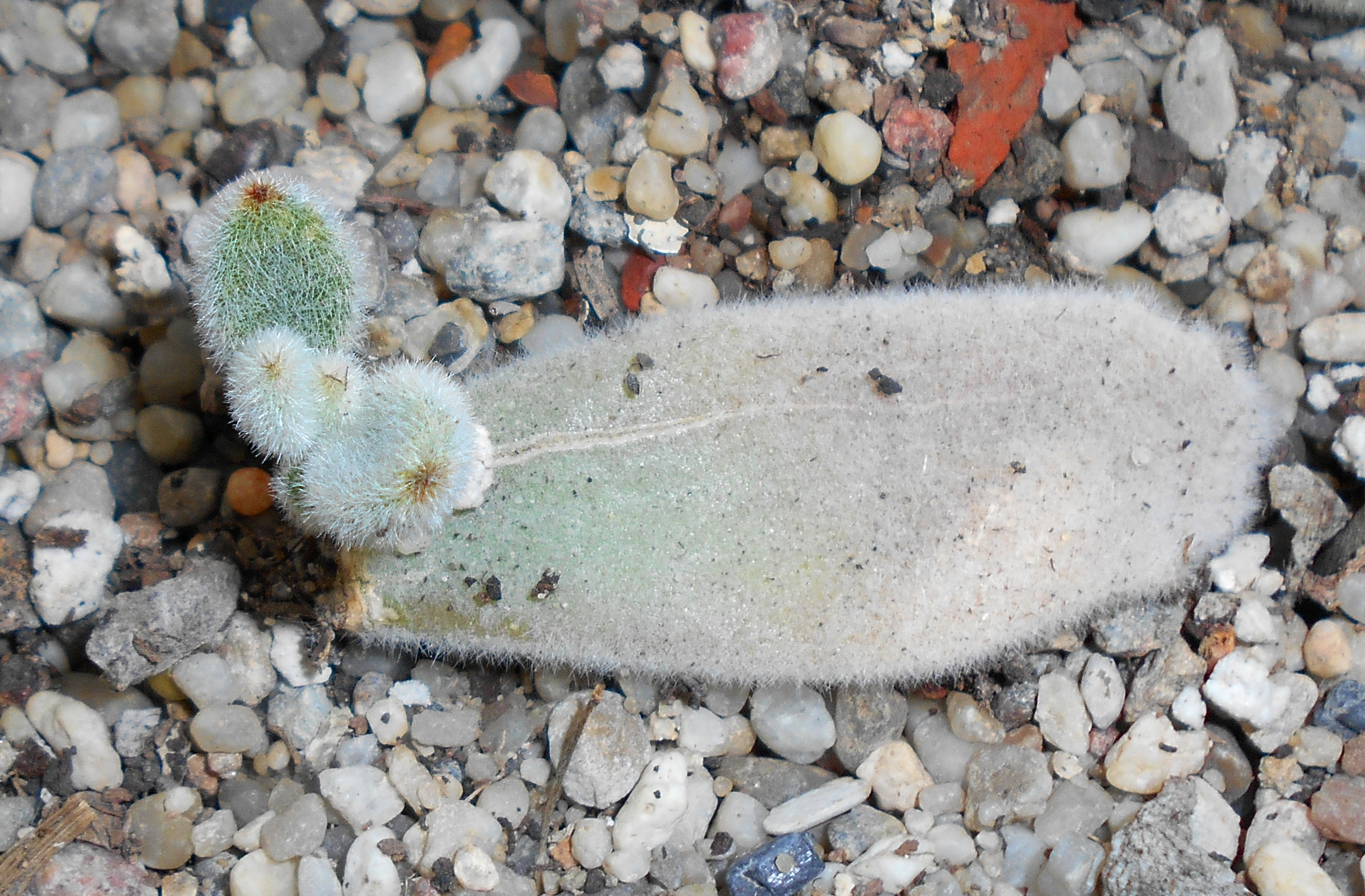
Размножение через лист
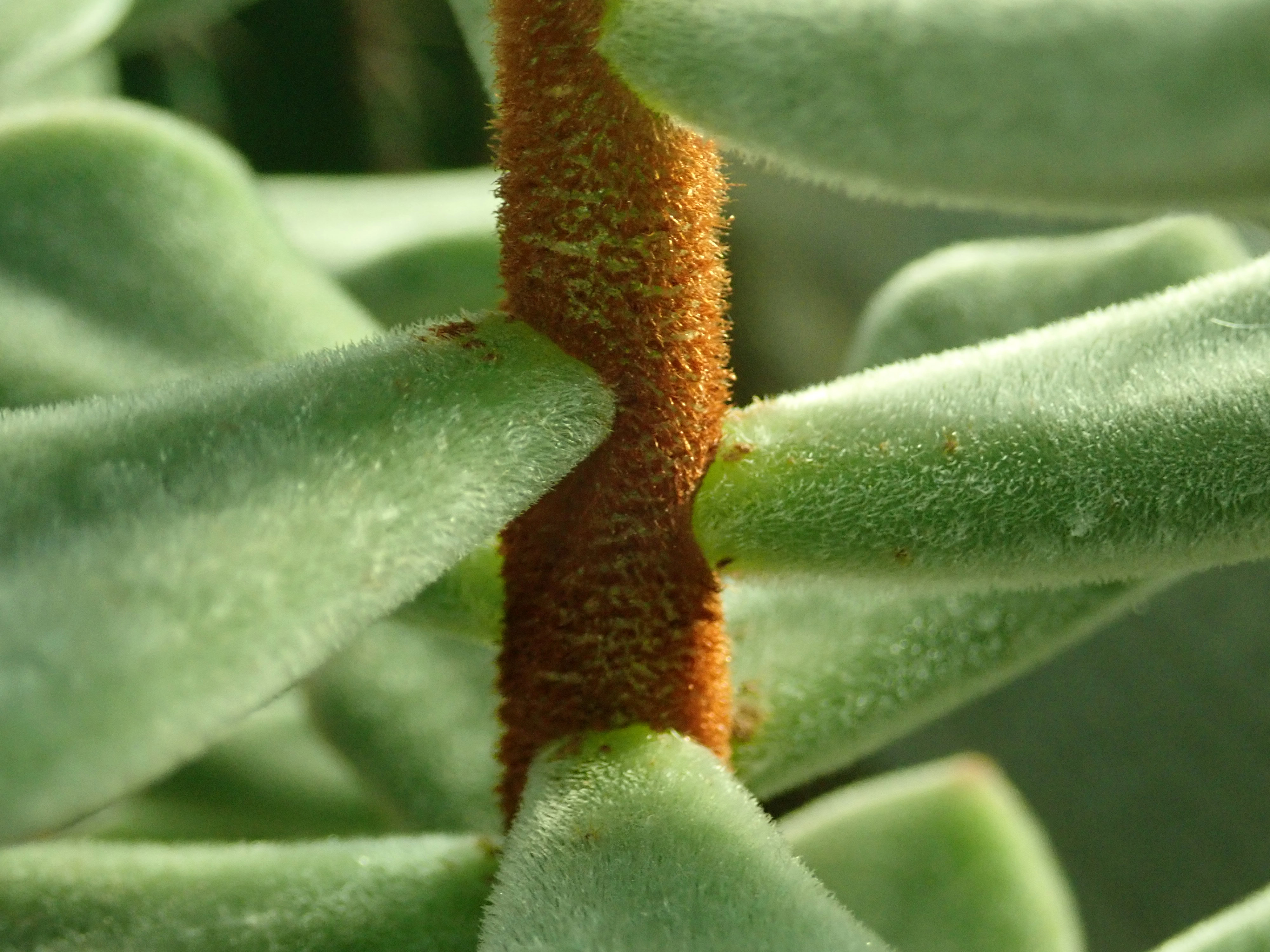
Войлочный стебель
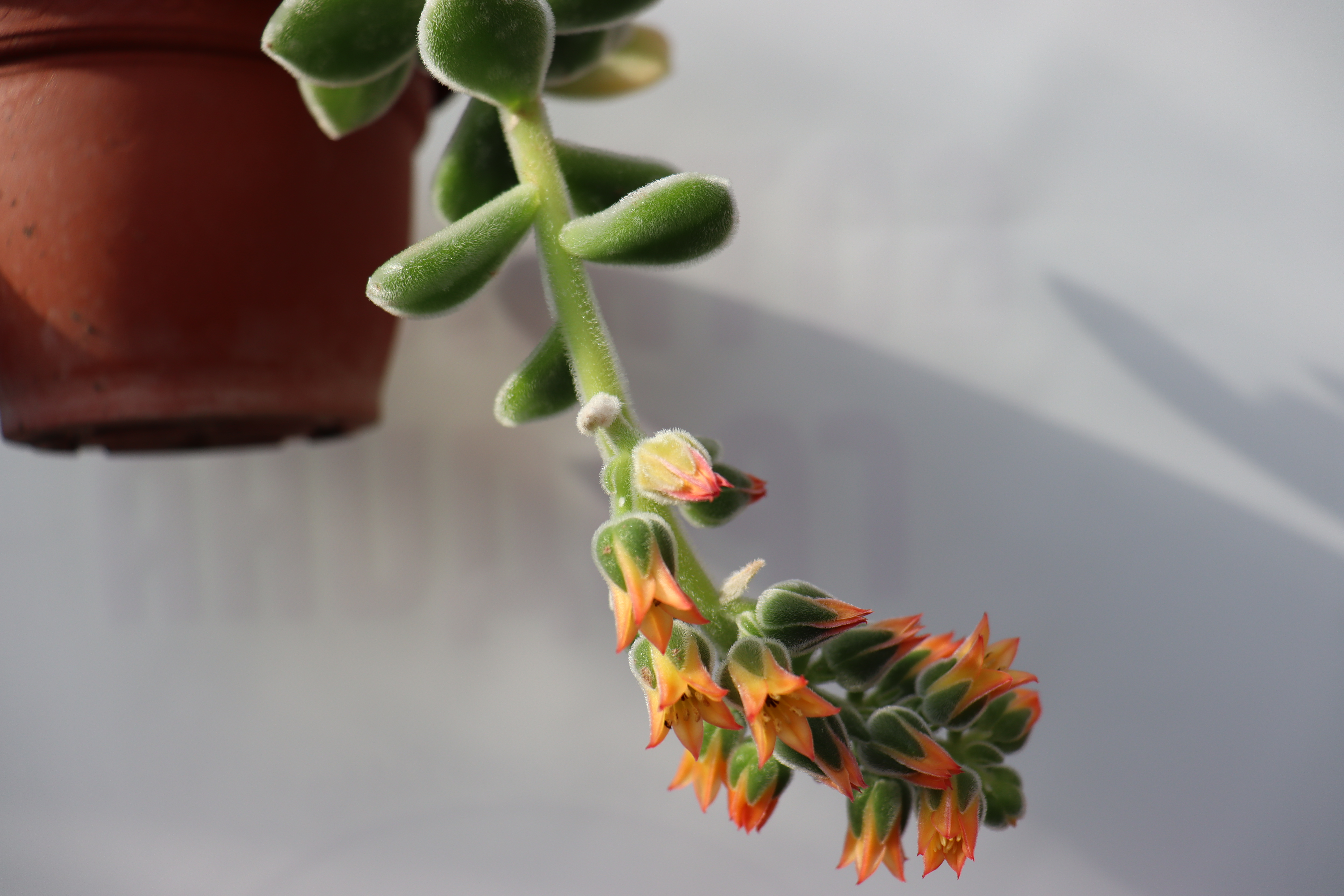
Соцветие
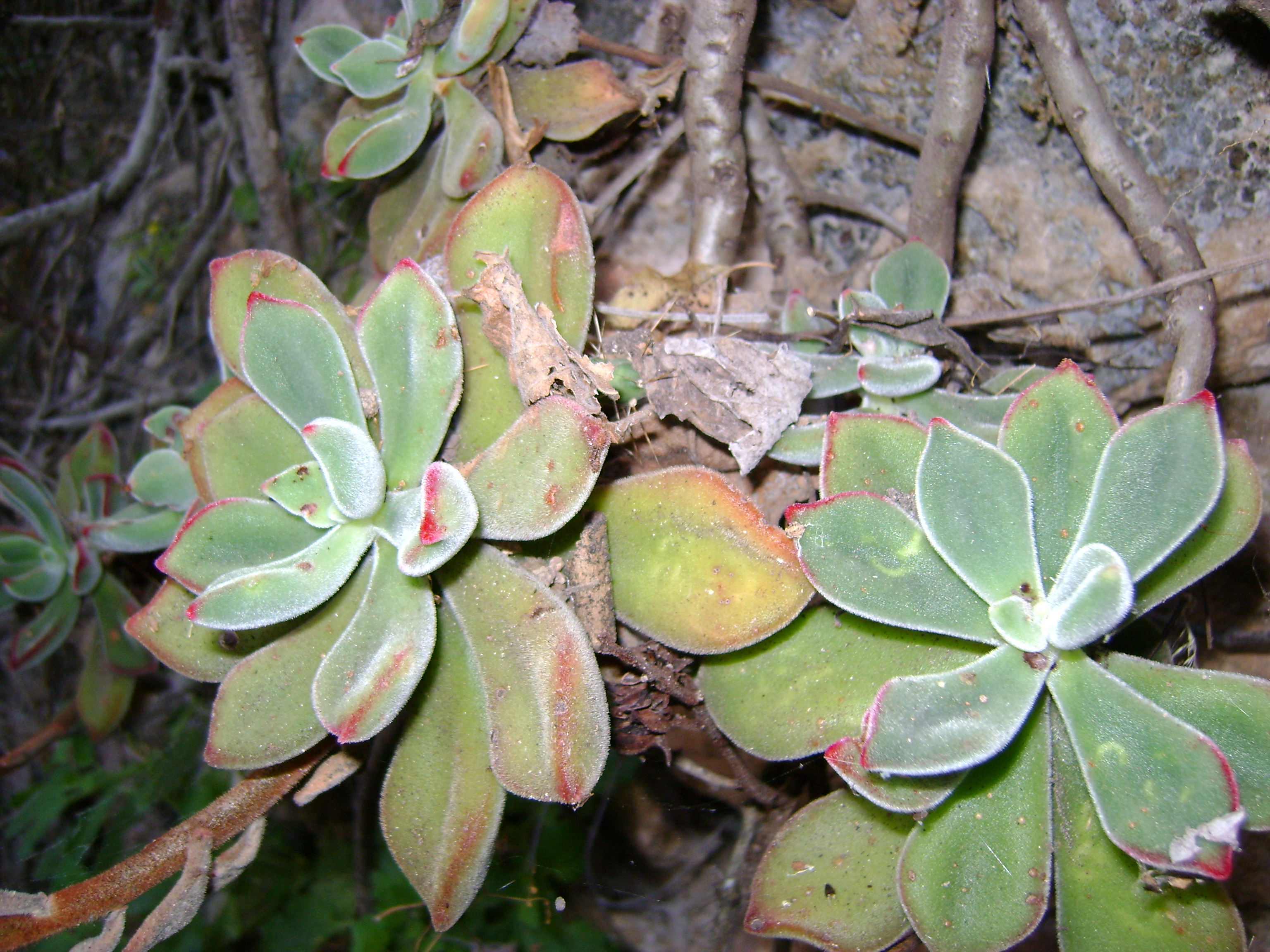
Розетки
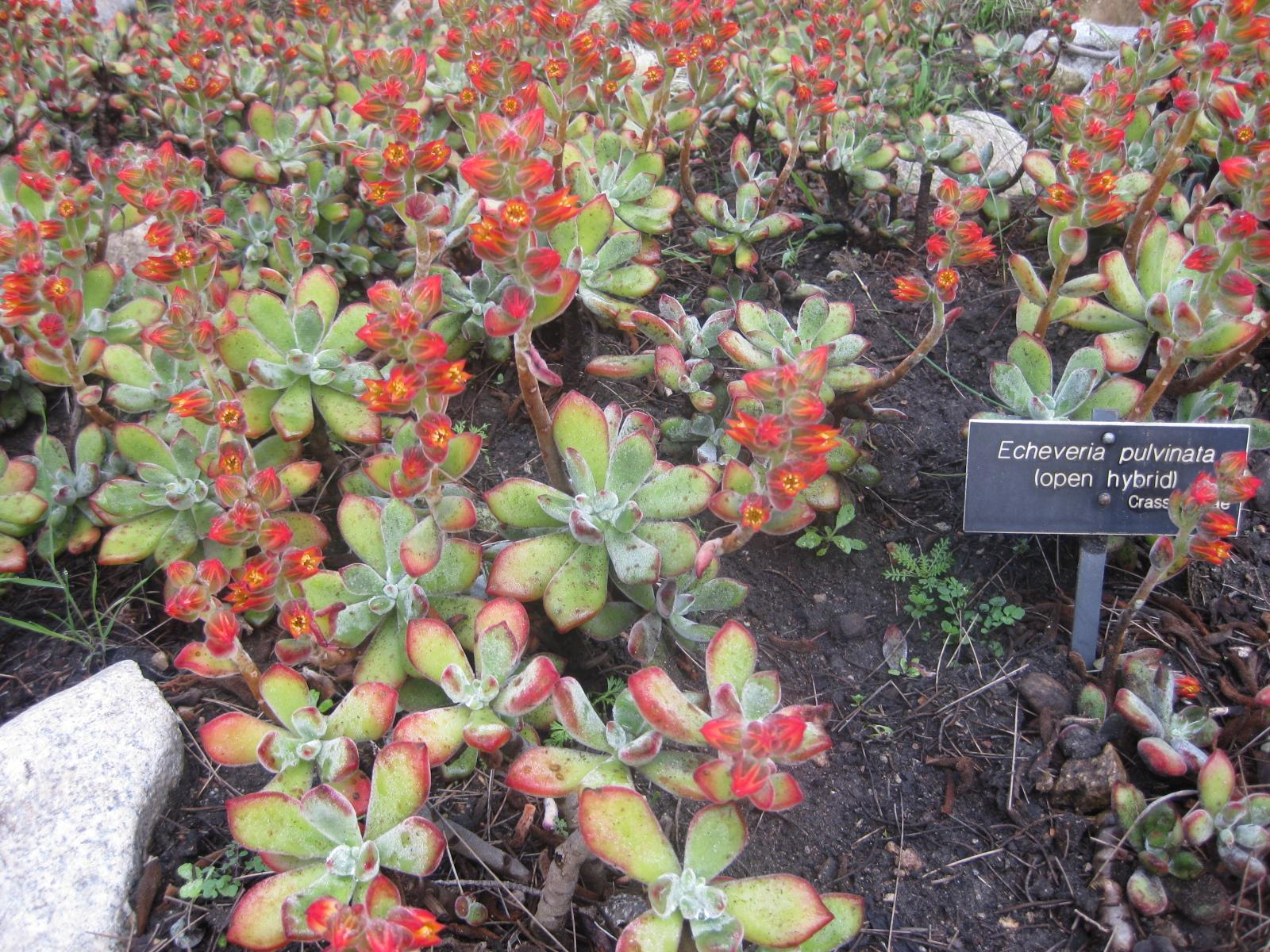
Популяция

## Выращивание
Для выращивания требуется хорошо дренированная почва и полное пребывание на солнце. Необходимо следить за тем, чтобы вода не скапливалась в самих розетках так как они могут загнить. Следует держать в укрытии в течение зимнего сезона так как растение предпочитает умеренные температуры выше 10° C.